# پتاسیم کلرید
کلرید پتاسیم ترکیب شیمیایی (KCl) نوعی نمک است که از ترکیب پتاسیم و کلر به وجود می‌آید. کلرید پتاسیم جهت درمان هیپوکالمیا (hypokalemia) مورد استفاده قرار گیرد. برای اینکه اندکا برای اولین سلول های بدن به وظایف خود به درستی عمل کنند، خون به سطحی از پتاسیم نیاز دارد. اشخاصی که از کمبود پتاسیم در خون خود رنج می برند، به بیماری هیپوکالمیا مبتلا هستند. در این موارد قرص های پتاسیم کلراید جهت تنظیم پتاسیم خون این بیماران تجویز می شود.
پتاسیم کلراید همچنین می تواند به عنوان افزودنی در غذا ها مورد استفاده قرار گیرد. در بعضی از غذا ها مانند نوشیدنی های ورزشی، سوپ ها و غلات این ماده به جای نمک خوراکی مورد استفاده قرار می گیرد. همچنین این ماده به عنوان طعم دهنده به شیر شکلاتی، پنیر و خامه نیز مورد استفاده قرار می گیرد.
در حدود ۹۵ الی ۹۶ درصد کود شیمیایی پتاس از پتاسیم کلراید تشکیل یافته‌است. سه نوع گرید اصلی برای کود شیمیایی تعریف شده‌است. ۱- گرید استاندارد ۲- گرید درشت ۳- گرید دانه‌ای
این درجه‌بندی با توجه به اندازه دانه صورت می‌گیرد. به طوریکه دانه‌ها با اندازه ۰٫۲ الی ۰٫۸ میلی‌متر در گرید استاندارد، با اندازه ۰٫۸ الی ۲ میلی‌متر در گرید درشت و با اندازه ۱٫۲ الی ۳٫۵ میلی‌متر در گرید دانه ای قرار می‌گیرند. تحقیقات نشان می‌دهند که در حدود ۵ درصد پتاسیم کلرید تولیدی در جهان در اختیار صنایع شیمیایی قرار می‌گیرند. عمده این ماده جهت تولید پتاسیم هیدورکسید و کلراین مورد استفاده قرار می‌گیرد.